# CALCB
CALCB (англ. Calcitonin related polypeptide beta) – білок, який кодується однойменним геном, розташованим у людей на 11-й хромосомі. Довжина поліпептидного ланцюга білка становить 127 амінокислот, а молекулярна маса — 13 706.
| 10         |  | 20         |  | 30         |  | 40         |  | 50         |
| ---------- |  | ---------- |  | ---------- |  | ---------- |  | ---------- |
| MGFRKFSPFL |  | ALSILVLYQA |  | GSLQAAPFRS |  | ALESSPDPAT |  | LSKEDARLLL |
| AALVQDYVQM |  | KASELKQEQE |  | TQGSSSAAQK |  | RACNTATCVT |  | HRLAGLLSRS |
| GGMVKSNFVP |  | TNVGSKAFGR |  | RRRDLQA    |  |            |  |            |

A: Аланін

C: Цистеїн

D: Аспарагінова кислота

E: Глутамінова кислота

F: Фенілаланін

G: Гліцин

H: Гістидин

I: Ізолейцин

K: Лізин

L: Лейцин

M: Метіонін

N: Аспарагін

P: Пролін

Q: Глутамін

R: Аргінін

S: Серин

T: Треонін

V: Валін

Кодований геном білок за функцією належить до гормонів. 
Секретований назовні.